# 1K17
1K17(ロシア語: 1К17 «Сжатие» 、アルファベット転化：“1K17 Szhatie”（「圧縮」の意）は、ソビエト連邦によって開発・試作された自走レーザー兵器システムである。

## 概要
1970年代後半から、ソビエト連邦とアメリカ合衆国では各種の「未来兵器」が構想された。アメリカは「戦略防衛構想（SDI計画）」の名で知られる、主に衛星軌道上から地上を、地上から衛星軌道上の物体を攻撃できる兵器の研究開発に傾倒したが、ソ連も同様に各種の「未来兵器」を構想していた。その中で、レーザー光線を軍事用に用いることが最も現実的かつ実現が容易である、と結論付けられたため、ソビエト連邦軍当局はレーザー光線を軍事用に応用することに主軸を置いて研究開発を進めた。
1K17はそれら一連の研究開発計画に基づいて1980年代後半に開発が開始された特殊兵器で、高出力のレーザー光線を発生させて照射するための装置を、T-80戦車のものを流用した車体（2S19ムスタ-S 152mm自走榴弾砲と同一の車体）に砲塔式に搭載した「自走レーザー兵器」である。「レーザー砲戦車」と呼称されることもあるが、レーザー光線を“熱線”として発射して目標を破壊するものではなく、敵の航空機やミサイル等のセンサー、もしくは人間の視覚を高出力のレーザーで照射し、損傷させて無力化するための兵器システムである。
高度な機密指定がなされていた最重要機密装備であったために、ソビエト連邦が崩壊して各種の軍事機密情報が流出するまでは概略程度しか知られておらず、詳細が判明したのは2000年代になってからである。

## 開発
レーザー光線を照射して敵の兵器のセンサー（人間の視覚を含むが、これは特定通常兵器使用禁止制限条約の附属議定書4に反する）を無力化する、というコンセプトに従い、1982年にはウラル運輸車両工場にて「Объект 312」の名称で最初の試作車両が開発された。この車両はSU-100P（СУ-100П ≪Объект 105≫）試作自走砲のシャーシの発展型の一つに左右旋回可能な箱型のレーザー照射装置を搭載したもので（画像）、“1K11(1К11 ≪Стилет≫：「刺剣（スティレット）」の意）”の名称で各種のテストが行われた。
1983年にはZSU-23-4 「シルカ」自走対空砲の主兵装である4連装23mm機関砲の替わりに円筒状のレーザー照射装置を搭載した“Сангвин”（「楽観的」「楽天家」の意）”試作自走対空レーザー砲が製作され、1K11と並んで各種テストが行われた。“Сангвин”は、おおよそ8～10kmの有効射程を持ち、10kmの距離でヘリコプターの機体、及びその搭載光学照準システムに対し致命的な機能の損傷を与えることが可能であったという。
この2車種の実績を元に、マルチビーム方式多連装レーザー照射装置を備えたシステムとして開発されたものが1K17(1К17 «Сжатие» ）である。
試作車両は1990年に完成し、1992年から各種のテストが行われた。開発チームの責任者はその功績により国家表彰を受けている。しかし、ソ連の崩壊に伴って開発計画は中断し、高額の開発費用からロシア連邦発足後は研究開発は継続されず、計画中止となった。
1K11は車体部のみがスクラップヤードに放置されているが、1K17は現在もモスクワ近郊の「軍事技術博物館」で保管されている。

## 構成

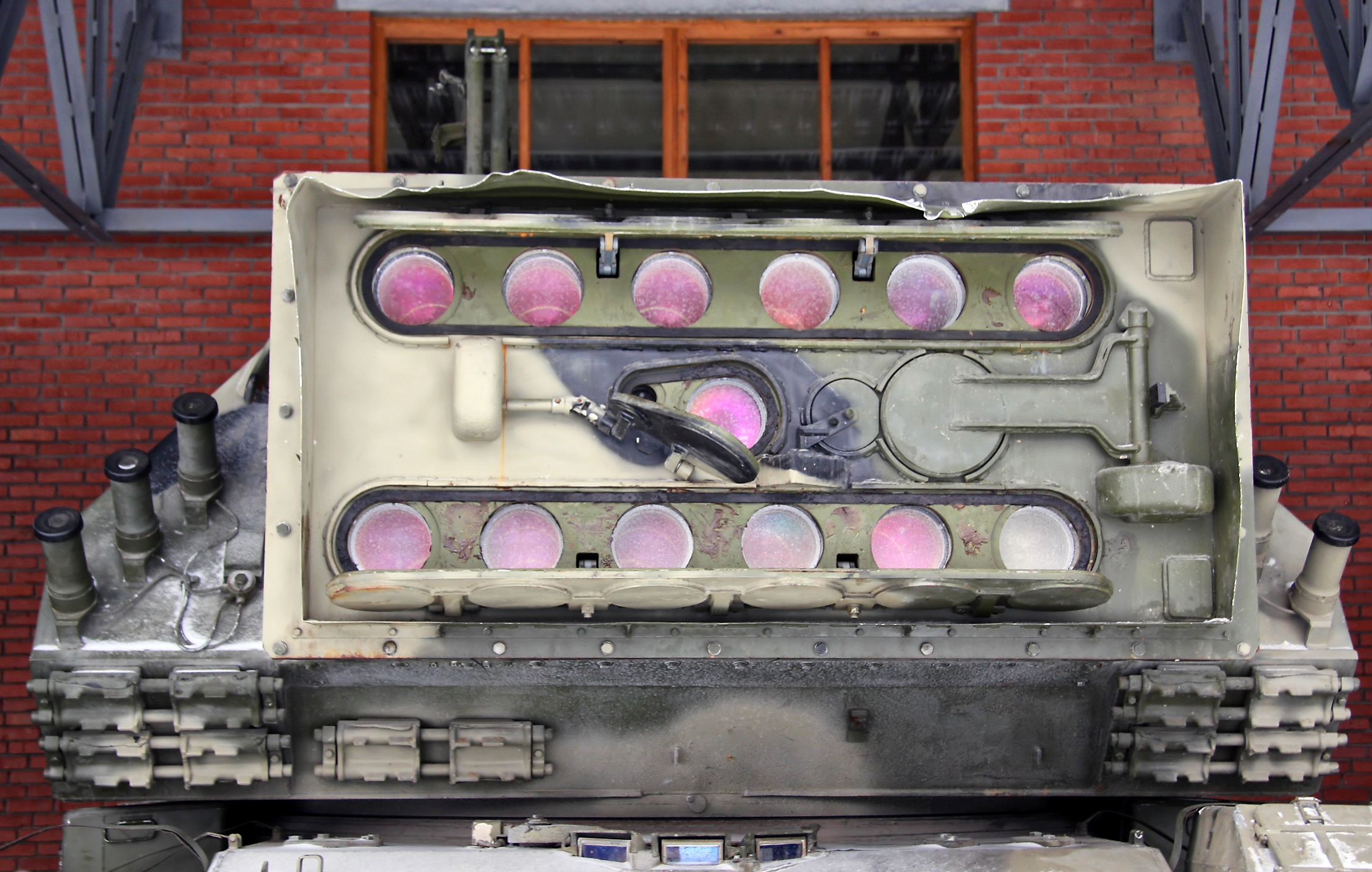
前面から見た多連装レーザー照射装置部

1K17は2S19ムスタ-S 152mm自走榴弾砲と同一の車体に、2S19とよく似た面構成の大型の砲塔を搭載している。砲塔前面にはレーザー照射装置が並んでいる箱状の構造物があり、この部分は限定的な範囲で可動させて俯仰角を取ることができる。レーザー照射装置部の前面にはレーザー照射レンズが並んでおり、レンズは水平に6基が並んだものを上下に2列、計12基を備える。レンズ部には上下それぞれに開閉式の装甲カバーを有する。上下のレーザー照射レンズ部の間には個別に装甲カバーが備えられた目標照準／標定用のセンサー装置が設置されており、大小3基が配置されている。
レーザーは母体にルビーを用いたルビーレーザーであり
、発生装置には人造ルビーが用いられている。マルチビーム方式のレーザー照射装置は、扇状に拡散して照射することや、特定の方向に指向して照射することも可能で、6基2段のレンズ数と併せ、広範囲且つ多方向にレーザーの照射が可能である。
副武装として、砲塔上面中央部右側の展望塔にはNSVT12.7mm機関銃が装備されている。その他、砲塔前面の左右にはそれぞれ3基の煙幕弾発射筒が装備されている。
巨大な砲塔の内部はレーザー装置と乗員区画の他には大出力のレーザーを発生させるための電源部となっており、大型のAPUが収められている。砲塔上面の中央部、やや前よりの右側には車長用と思われる展望塔が、やや後ろよりの左側には円形のハッチがあり、この他、上面後部右側には小さな角形のハッチがある。砲塔の側面上半部左右、及び後面にも複数のハッチ及びアクセスパネルと思われるものがあり、特に上面後部右側の角形ハッチと側面右上半部後端の円形ハッチは実働試験時に撮影されたとみられる写真において開状態になっていることから、この部分には照射装置を稼働させた際に作動する何らかの機器があると推測される。また、砲塔左側面後端部には焼けたような状態になっているハッチ様の部位と細いグリルがあることから、この部位がAPUの排気管とみられる。
2S19と同じく、砲塔前面下半部には予備履帯が装着されており、右側に2コマ、左側に2＋1コマが配置されている。
車体部は2S19のものとほぼ同じと見られ、車体前面下部の折り畳み式簡易ドーザーブレード、車体後面の軟弱地脱出用木材なども同様に装備されているが、現存する車両、及び資料写真では側面フェンダーを装着していない。

## その他
1K17の存在は極秘事項であったものの、ソビエトが装甲車両に搭載可能なレーザー兵器システムを開発していることは、詳細不明ながらも西側の軍事情報筋にも把握されており、1980年代にアメリカ国防総省の刊行した“Soviet Military Power”、及びそれを情報源にした軍事雑誌の記事には、「砲塔を持たない箱型の車体からレーザー光線を発射する車両」の想像図が掲載されていたことがある。
2015年にはマカオにある中華人民共和国のプラモデルブランド、トランペッター（華新発展有限公司 (Wasan Development Limited)より、1/35スケールのプラモデルが「Russian 1K17 Szhatie」の商品名で発売されている。

## 参照元
- “Самоходный лазерный комплекс 1К17 «Сжатие»”. 2012年7月8日時点のオリジナルよりアーカイブ。2016年1月25日閲覧。
- “Выжигатель: Самоходные лазерные комплексы”. 2012年7月8日時点のオリジナルよりアーカイブ。2016年1月25日閲覧。
- “Боевые квантовые генераторы СССР”. 2016年1月25日閲覧。